# Редьярд (Монтана)
Редьярд (англ. Rudyard) — переписна місцевість (CDP) в США, в окрузі Гілл штату Монтана. Населення — 270 осіб (2020).

## Географія
Редьярд розташований за координатами 48°33′36″ пн. ш. 110°33′0″ зх. д. / 48.56000° пн. ш. 110.55000° зх. д. (48.559872, -110.550061).  За даними Бюро перепису населення США в 2010 році переписна місцевість мала площу 2,37 км², уся площа — суходіл.

## Демографія
Згідно з переписом 2010 року, у переписній місцевості мешкало 258 осіб у 113 домогосподарствах у складі 71 родини. Густота населення становила 109 осіб/км².  Було 146 помешкань (62/км²).
Расовий склад населення:
| - 94,6 % — білих - 1,9 % — корінних американців - 1,2 % — чорних або афроамериканців |

До двох чи більше рас належало 2,3 %. Частка іспаномовних становила 1,9 % від усіх жителів.
За віковим діапазоном населення розподілялося таким чином: 23,3 % — особи молодші 18 років, 57,7 % — особи у віці 18—64 років, 19,0 % — особи у віці 65 років та старші. Медіана віку мешканця становила 48,4 року. На 100 осіб жіночої статі у переписній місцевості припадало 98,5 чоловіків;  на 100 жінок у віці від 18 років та старших — 98,0 чоловіків також старших 18 років.
Середній дохід на одне домашнє господарство  становив 47 858 доларів США (медіана — 53 250), а середній дохід на одну сім'ю — 64 198 доларів (медіана — 59 444). За межею бідності перебувало 4,0 % осіб, у тому числі 0,0 % дітей у віці до 18 років та 10,6 % осіб у віці 65 років та старших.
Цивільне працевлаштоване населення становило 85 осіб. Основні галузі зайнятості: сільське господарство, лісництво, риболовля — 21,2 %, освіта, охорона здоров'я та соціальна допомога — 16,5 %, мистецтво, розваги та відпочинок — 11,8 %, транспорт — 10,6 %.